# Wappen Asturiens
Das Wappen Asturiens, einer spanischen Autonomen Gemeinschaft,  wurde durch das Ley 2/1984 am 17. April 1984 angenommen. Es geht auf das Wappen zurück, das die Provinzialversammlung der Provinz Oviedo, die von 1835 bis 1982 existierte, am 21. Oktober 1857 angenommen hatte.

## Beschreibung
In einem blauen Schild schwebt das goldene, edelsteingeschmückte Kreuz des Sieges, an dessen Querarmen (heraldisch) rechts der große griechische Buchstabe Alpha und (heraldisch) links der kleine griechische Buchstabe Omega hängen. An den Seitenrändern des Wappenschildes steht eine lateinische Inschrift in goldenen Majuskeln: „HOC SIGNO TUETUR PIUS, HOC SIGNO VINCITUR INIMICUS“ („Durch dieses Zeichen wird der Fromme beschützt, durch dieses Zeichen wird der Feind besiegt“).
Auf dem Wappenschild ruht die goldene, rot gefütterte Königskrone Spaniens.

## Geschichte
Das Kreuz des Sieges wurde am Osterfest des Jahres 908 von König Alfons III. von Asturien der Kathedrale San Salvador zu Oviedo geschenkt. Es wurde gemäß der Inschrift auf seiner Rückseite in der Burg Gauzón gefertigt, deren Lage heute nicht mehr bekannt ist. Es erinnert an den Sieg des Gründerkönigs Pelayo (lateinisch Pelagius) von Asturien in der Schlacht von Covadonga (718 oder) 722 über die Mauren.
In der Kathedrale von Oviedo existiert noch ein weiteres hochmittelalterliches Kreuz, das Kreuz der Engel, das ihr im Jahre 808 von König Alfons II. von Asturien geschenkt wurde. Gemäß seiner Inschrift wurde das Kreuz auch in diesem Jahr angefertigt. Diese Inschrift enthält dieselben o. g. Zeilen, wie das 100 Jahre später angefertigte Kreuz des Sieges.
Lázaro Díaz del Valle (* 1606 in León, † 1669 in Madrid), Genealoge und Geschichtsschreiber, erwähnt in seinem 1667–1669 erstellten dreibändigen Werk Historia y nobleza del reino de León y principado de Asturias, von dem sich nur der letzte Band im British Museum erhalten hat, dass der Principe de Asturias dieses Kreuz in einem roten Schild mit einer offenen Königskrone darüber als sein Wappen verwendet habe. Die Stadt Oviedo verwendet das Kreuz der Engel bis heute in ihrem Wappen, allerdings auf blauem Grund.
Jovellanos selbst schreibt, das Wappen von Asturien müsse stattdessen das Kreuz des Sieges enthalten, denn seit Garcia I. 910 das Königreich León gegründet habe, sei dieses Kreuz das wahre Symbol für Asturien. Er schlug zwei Möglichkeiten vor: Entweder das Kreuz des Sieges in Silber auf blauem Grund, oder in Gold auf rotem Grund. Die Provinzialversammlung von 1857 kombinierte dies Jahrzehnte später zum noch heute aktuellen Wappen.